# Russell Soaba
Russell Soaba (*  5. Juli 1950 in Tototo, Milne Bay Province, Papua-Neuguinea) ist ein Schriftsteller aus Papua-Neuguinea, der allgemein als einer der bedeutendsten Schriftsteller und als der bedeutendste lebende Autor seines Landes gilt. Er ist als Romancier und Lyriker tätig.

## Leben und Wirken
Russell Soaba studierte zunächst an der Universität von Papua-Neuguinea, bevor er seine Studien in den USA (Brown University, Rhode Island) und in Australien fortsetzte. Er hat für sein Heimatland ein umfangreiches literarisches Werk veröffentlicht und ist als Professor für Literatur an der Universität von Papua bis heute tätig. Er gehört zum Volk der Anuki.
2025 werden Texte von Soaba unter dem Titel Drole D`Oiseau ins Französische übersetzt und herausgegeben.

## Werk
- 1977: Wanpis, Roman.
- 1978: Naked Thoughts and Illustrations, Lyrik.
- 1978: How; ethnologische Schrift über Tanzkultur in Papua.
- 1979: Ondobondo Poster Poems, Lyrik.
- 1985: Maiba, Roman.
- 1997: High Savannahs: Stories and poems from Papua New Guinea; Herausgeber.
- 2000: Kwamra, A season of Harvest, Lyrik.

## Auszeichnungen (Auswahl)
- 2006: Papua New Guinea Independence Medaille
- 2011: Unesco World University Award for Communication and Development
- 2012: British American Tobacco (PNG) Prize for Lifetime Contribution to Literature